# A Par e Passo
A Par e Passo foi um programa jornalístico, transmitido semanalmente pela RTP2, que estreou em 1978 e terminou em 1980. O programa consistia em reportagens e entrevistas, passando em revista os acontecimentos nacionais e internacionais da semana. O programa era coordenado por Fátima Martins Pereira e Paulo David.
O programa cobriu eventos como o III Congresso do Partido Socialista,, as eleições autárquicas de 1979, ou o sismo dos Açores de 1980, entrevistou personalidades como Léopold Sédar Senghor (Presidente do Senegal), ou Simone Veil e emitiu reportagens sobre temas sociais, como 1º Congresso Nacional de Deficientes, e temas culturais, como a degradação do Paço Dom Pedro I em Peniche.
Fizeram parte da equipa do programa Joaquim Furtado, Fernando Pessa, António Mega Ferreira, Feliciana Ferreira ou Fátima Martins Pereira.